# Canton de Lot et Palanges
Le canton de Lot et Palanges est une circonscription électorale française du département de l'Aveyron, créée par le décret du 21 février 2014 et entrée en vigueur lors des élections départementales de 2015.

## Histoire
Un nouveau découpage territorial de l'Aveyron entre en vigueur en mars 2015, défini par le décret du 21 février 2014, en application des lois du 17 mai 2013 (loi organique 2013-402 et loi 2013-403). Les conseillers départementaux sont, à compter de ces élections, élus au scrutin majoritaire binominal mixte. Les électeurs de chaque canton élisent au Conseil départemental, nouvelle appellation du Conseil général, deux membres de sexe différent, qui se présentent en binôme de candidats. Les conseillers départementaux sont élus pour six ans au scrutin binominal majoritaire à deux tours, l'accès au second tour nécessitant 12,5 % des inscrits au premier tour. En outre la totalité des conseillers départementaux est renouvelée. Ce nouveau mode de scrutin nécessite un redécoupage des cantons dont le nombre est divisé par deux avec arrondi à l'unité impaire supérieure. En Aveyron, le nombre de cantons passe ainsi de 46 à 23. Le canton de Lot et Palanges fait partie des vingt et un nouveaux cantons du département, deux cantons conservant leur dénomination (Saint-Affrique et Villefranche-de-Rouergue).

## Représentation
| Période élective | Période élective | Mandat | Mandat   | Identité          | Nuance | Nuance | Qualité |
| ---------------- | ---------------- | ------ | -------- | ----------------- | ------ | ------ | --- |
| 2015             | 2021             | 2015   | 2021     | Jean-Claude Luche |        | UDI    | Retraité cadre bancaire Président du conseil départemental (2008-2017) Sénateur (2014-2020), ancien conseiller général du canton de Saint-Geniez-d'Olt                              |
| 2015             | 2021             | 2015   | 2021     | Christine Presne  |        | UDI    | Attachée territoriale, Bertholène (maire depuis juin 2020) Présidente de l'office de tourisme du Laissagais, Vice-Présidente du conseil départemental                               |
| 2021             | 2028             | 2021   | en cours | Christian Naudan  |        | DVD    | Agriculteur, maire de Sainte-Eulalie-d'Olt, Président de la Communauté de communes Des Causses à l'Aubrac, vice-président chargé de l'agriculture et de l'aménagement du territoire |
| 2021             | 2028             | 2021   | en cours | Christine Presne  |        | UDI    | Retraitée, maire de Bertholène, conseillère sortante, vice-présidente chargée de la culture                                                                                         |

### Résultats détaillés

#### Élections de mars 2015
Lors des élections départementales de 2015, le binôme composé de Jean-Claude Luche et Christine Presne (UDI) est élu au premier tour avec 67,11% des suffrages exprimés, devant le binôme composé de Laurent Bourrillon et Ginette Lamic (FN) (17,85%). Le taux de participation est de 64,51 % (5 345 votants sur 8 286 inscrits) contre 59,71 % au niveau départemental et 50,17 % au niveau national.

#### Élections de juin 2021
Le premier tour des élections départementales de 2021 est marqué par un très faible taux de participation (33,26 % au niveau national). Dans le canton de Lot et Palanges, ce taux de participation est de 44,19 % (3 688 votants sur 8 346 inscrits) contre 43,28 % au niveau départemental. À l'issue de ce premier tour,  le binôme constitué de Christian Naudan et Christine Presne (DVD , 100 %), est élu avec 100 % des suffrages exprimés.

## Composition
Lors de création, le canton de Lot et Palanges était composé de dix-sept communes entières.
Au 1er janvier 2016, à la suite des fusions, d'abord, des communes d'Aurelle-Verlac et Saint-Geniez-d'Olt pour former la commune nouvelle de Saint Geniez d'Olt et d'Aubrac, puis, de Laissac et Sévérac-l'Église pour former la commune nouvelle de Laissac-Sévérac l'Église et, ensuite, de Coussergues, Cruéjouls et Palmas pour former la commune nouvelle de Palmas d'Aveyron, il est composé des treize communes suivantes :
| Nom                                                    | Code Insee | Intercommunalité          | Superficie (km2) | Population (dernière pop. légale) | Densité (hab./km2) | Modifier                                    |
| ------------------------------------------------------ | ---------- | ------------------------- | ---------------- | --------------------------------- | ------------------ | ------------------------------------------- |
| Saint Geniez d'Olt et d'Aubrac (bureau centralisateur) | 12224      | CC Des Causses à l'Aubrac | 90,17            | 2 167 (2022)                      | 24                 | modifier les données · modifier les données |
| Bertholène                                             | 12026      | CC Des Causses à l'Aubrac | 46,96            | 1 049 (2022)                      | 22                 | modifier les données · modifier les données |
| Castelnau-de-Mandailles                                | 12061      | CC Des Causses à l'Aubrac | 35,87            | 567 (2022)                        | 16                 | modifier les données · modifier les données |
| Gaillac-d'Aveyron                                      | 12107      | CC Des Causses à l'Aubrac | 29,03            | 326 (2022)                        | 11                 | modifier les données · modifier les données |
| Laissac-Sévérac l'Église                               | 12120      | CC Des Causses à l'Aubrac | 33,90            | 2 148 (2022)                      | 63                 | modifier les données · modifier les données |
| Lassouts                                               | 12124      | CC Comtal Lot et Truyère  | 30,74            | 318 (2022)                        | 10                 | modifier les données · modifier les données |
| Palmas d'Aveyron                                       | 12177      | CC Des Causses à l'Aubrac | 43,58            | 1 027 (2022)                      | 24                 | modifier les données · modifier les données |
| Pierrefiche                                            | 12182      | CC Des Causses à l'Aubrac | 17,10            | 293 (2022)                        | 17                 | modifier les données · modifier les données |
| Pomayrols                                              | 12184      | CC Des Causses à l'Aubrac | 23,10            | 118 (2022)                        | 5,1                | modifier les données · modifier les données |
| Prades-d'Aubrac                                        | 12187      | CC Des Causses à l'Aubrac | 46,64            | 310 (2022)                        | 6,6                | modifier les données · modifier les données |
| Saint-Côme-d'Olt                                       | 12216      | CC Comtal Lot et Truyère  | 30,10            | 1 446 (2022)                      | 48                 | modifier les données · modifier les données |
| Sainte-Eulalie-d'Olt                                   | 12219      | CC Des Causses à l'Aubrac | 17,48            | 371 (2022)                        | 21                 | modifier les données · modifier les données |
| Vimenet                                                | 12303      | CC Des Causses à l'Aubrac | 20,95            | 249 (2022)                        | 12                 | modifier les données · modifier les données |
| Canton de Lot et Palanges                              | 1209       |                           | 465,62           | 10 389 (2022)                     | 22                 | modifier les données                        |

## Démographie
En 2022, le canton comptait 10 389 habitants, en évolution de +0,96 % par rapport à 2016 (Aveyron : +0,37 %, France hors Mayotte : +2,11 %).
| 2013   | 2018   | 2022   |
| ------ | ------ | ------ |
| 10 231 | 10 345 | 10 389 |